# Sneeuwbalvouwmot
De sneeuwbalvouwmot (Phyllonorycter lantanella) is een vlinder uit de familie mineermotten (Gracillariidae). De wetenschappelijke naam is voor het eerst geldig gepubliceerd in 1802 door Schrank.
De soort komt voor in Europa.